# Petr Hořava (fyzik)
Petr Hořava (* 1963 Prostějov) je český fyzik, zabývající se především teorií strun. Působí na University of California, Berkeley. Je také členem skupiny teorie v Lawrence Berkeley National Laboratory.
V roce 2015 převzal Cenu Neuron za přínos světové vědě v oboru fyzika. Je uveden ve Stanfordském seznamu 2 % nejcitovanějších vědců úhrnem za celou dosavadní dráhu.

## Dílo
Hořava se proslavil články, které napsal společně s Edwardem Wittenem. Tyto pojednávají o Hořava-Wittenových doménových stěnách v M-teorii a ukazují, že desetirozměrná heterotická E8xE8 teorie superstrun je duální jedenáctirozměrné M-teorii. Tento objev zásadním způsobem podpořil domněnku, že všechny strunové teorie by mohly být pouze různé formy, kterých nabývá jediná vícedimenzionální strunová teorie při různých hodnotách parametrů.
Méně se ví o Hořavově objevu D-bran, kterýžto je obvykle připisován Daiovi, Leighovi a Polchinskému, kteří je, nezávisle na Hořavovi, objevili také v roce 1989.
V roce 2009 Hořava přišel s teorií gravitace, která při nízkých energiích reprodukuje některé výsledky obecné teorie relativity, nicméně v limitě vysokých energií dává rozdílné výsledky.